# (24881) 1996 PQ2
1996 بي كيو 2 (ويعرف أيضًا باسم (24881) 1996 بي كيو 2 وفق تسمية الكوكب الصغير) (بالإنجليزية: 1996 PQ2)‏ هو كويكب ضمن حزام الكويكبات؛ وترتيبه 24881 من حيث الاكتشاف.
اكتُشف هذا الجُرم الفلكي بواسطة تعقب الأجرام القريبة من الأرض في 10 أغسطس 1996.

## وصلات خارجية
- (24881) 1996 PQ2 في قاعدة بيانات مختبر الدفع النفاث لأجرام النظام الشمسي الصغيرة

- الاكتشاف · مخطط المدار ·  العناصر المدارية · المعلمات المادية

- (24881) 1996 PQ2 على موقع ويكي سكاي: DSS2, SDSS, GALEX, IRAS, Hydrogen α, X-Ray, Astrophoto, Sky Map, Articles and images